# Швейцарский франк
Швейца́рский франк — валюта и законное платёжное средство Швейцарии и Лихтенштейна, также имеет хождение в итальянском эксклаве Кампионе-д'Италия и в немецком эксклаве Бюзинген-ам-Хохрайн. Банкноты франков выпускает Национальный банк Швейцарии, в то время как монеты выпускаются федеральным Швейцарским монетным двором.
В настоящее время в Европе только швейцарская валюта называется франком. Одна сотая франка называется Rappen (мн. ч. — Rappen; Rp.) по-немецки, centime (c.) по-французски, centesimo (ct.) по-итальянски и rap (rp.) по-реторомански. На жаргоне трейдеров швейцарский франк именуется «свисси» (англ. swissy).

## История
Швейцарский франк был впервые введён в качестве денежной единицы Гельветической республики в 1798 году, однако уже в 1803 году в связи с её ликвидацией выпуск был прекращён.
Современный швейцарский франк был введён в денежное обращение в 1850 году и по номинальной стоимости был равен французскому франку. Он заменил находившиеся тогда в хождении разнообразные валюты швейцарских кантонов, несколько из которых к тому времени использовали франк (делившийся на 10 батценов или 100 сантимов), который по стоимости был равен 1,5 французского франка.
До 1850 года изготовлением монет в Швейцарии занималось более 75 различных учреждений, включая 25 кантонов и полукантонов, 16 городов, а также аббатства. В обращении находилось около 860 видов различных монет, различной ценности и номинала. Более того, в 1850 году национальные валюты составляли лишь 15 % от общего числа денег в обращении, а оставшуюся часть составляли иностранные валюты, в основном привезённые купцами. Помимо этого, некоторые частные банки стали выпускать первые банкноты, так что общее количество находившихся в обращении монет и банкнот составляло около 8000. Это делало валютную систему чрезвычайно сложной.
С целью решения этой проблемы в первой Швейцарской федеральной конституции 1848 года было оговорено, что новое федеральное правительство будет единственным учреждением в Швейцарии, имеющим право денежной эмиссии. Принятый федеральным собранием 7 мая 1850 года закон о федеральной монетной системе утвердил швейцарский франк в качестве национальной валюты. 
В 1865 году Франция, Бельгия, Италия и Швейцария объединились в Латинский валютный союз и договорились обменивать свои национальные валюты в соотношении 4,5 грамма серебра за 0,290322 грамма золота. Однако даже после того, как валютный союз потерял свою силу в 1920-е годы и прекратил своё существование в 1927 году, Швейцария придерживалась золотого паритета до его отмены в 1936 году, когда в результате мирового экономического кризиса вслед за девальвацией фунта стерлинга, доллара США и французского франка швейцарский франк потерял около 30 % своей стоимости.
С 1945 года действовала привязка швейцарского франка к американскому доллару при курсе около 4,3:1, но после её отмены в 1973 году курс доллара к франку постоянно снижался и в настоящее время составляет примерно 1:1.
Благодаря гибкому обменному курсу, устойчивому развитию швейцарской экономики и политической стабильности страны швейцарский франк является одной из самых стабильных валют в мире, пользующейся высоким спросом в качестве резервной. Он традиционно относится к валютам налоговых гаваней или оффшорных зон, с нулевым уровнем инфляции и законодательно закреплёнными золотовалютными резервами на уровне минимум 40 %. Однако это условие, введенное в 1920-е годы, было отменено 1 мая 2000 года в связи с поправками в Конституцию Швейцарии. Высокое доверие международных инвесторов является причиной тенденции к росту обменного курса франка по отношению к большинству других национальных валют.

## Монеты

### Циркуляционные монеты
Регулярно выпускаются монеты номиналом в 5, 10 и 20 раппенов (сантимов), 1/2, 1, 2 и 5 франков. Чеканка монет в 1 раппен прекращена в 2006 году, монет в 2 раппена — в 1974 году.
Изменения монетных металлов:
- 1939 год — 20 раппенов из медно-никелевого сплава (1850—1859 — биллон, 1881—1938 — никель);
- 1968 год — 1/2, 1, 2 и 5 франков из медно-никелевого сплава (ранее — серебро);
- 1981 — 5 раппенов из медно-алюминиево-никелевого сплава (ранее — медно-никелевый сплав).

| Изображение | Номинал     | Диаметр (мм) | Толщина (мм) | Масса (г) | Гурт                             | Материал        |
| ----------- | ----------- | ------------ | ------------ | --------- | -------------------------------- | --------------- |
|             | 5 раппенов  | 17,15        | 1,25         | 1,8       | гладкий                          | Cu+Al+Ni 92/6/2 |
|             | 10 раппенов | 19,15        | 1,45         | 3         | гладкий                          | Cu+Ni 75/25     |
|             | 20 раппенов | 21,05        | 1,65         | 4         | гладкий                          | Cu+Ni 75/25     |
|             | 1/2 франка  | 18,2         | 1,25         | 2,2       | рубчатый                         | Cu+Ni 75/25     |
|             | 1 франк     | 23,20        | 1,46         | 4,4       | рубчатый                         | Cu+Ni 75/25     |
|             | 2 франка    | 27,4         | 2,06         | 8,8       | рубчатый                         | Cu+Ni 75/25     |
|             | 5 франков   | 31,3         | 2,33         | 13,2      | гладкий с надписью и 13 звёздами | Cu+Ni 75/25     |

### Памятные монеты
Время от времени выпускаются юбилейные и тематические памятные монеты, как правило, номиналом 10, 20 и 50 франков, например:
| Изображение | Номинал    | Диаметр  | Вес    | Гурт     | Материал                                                                             | Год выпуска | Описание                      |
| ----------- | ---------- | -------- | ------ | -------- | ------------------------------------------------------------------------------------ | ----------- | ----------------------------- |
|             | 10 франков | 32,85 мм | 15 г   | рубчатый | биметаллическая, центр — медь-никель 750/250 кольцо — медь-алюминий-никель 920/60/20 | 2005        | Гора Юнгфрау                  |
|             | 10 франков | 32,85 мм | 15 г   | рубчатый | биметаллическая, центр — медь-никель 750/250 кольцо — медь-алюминий-никель 920/60/20 | 2009        | Швейцарский национальный парк |
|             | 20 франков | 33 мм    | 20 г   | надпись  | серебро-медь 835/165                                                                 | 2007        | Крепость Мунот                |
|             | 50 франков | 25 мм    | 11,2 г | надпись  | золото-медь 900/100                                                                  | 2004        | Гора Маттерхорн               |

## Банкноты
Первая серия общегосударственных банкнот швейцарских франков была выпущена в обращение в 1907 году. Первый выпуск этих банкнот представлял собой выход в обращение временных денег. Зачастую использовались старые купюры кантонов, на которые просто добавляли надписи и надпечатывали красную розетку со швейцарским крестом.
Вторая серия банкнот швейцарских франков была выпущена в 1911—1914 годах и выведена из обращения в 1956—1957 годах. Банкнота в 5 франков была в обращении до 1980 года, то есть почти 70 лет.
Выпуск четвёртой серии швейцарских франков состоялся в 1938 году. Во время Второй мировой войны Национальный банк Швейцарии организовал печать купюр новой серии, однако эти банкноты так и не были введены в обращение.
Пятая серия банкнот швейцарских франков 1954—1961 годов выпуска. Их дизайн был впервые основан на принципе тематического и формального единства: портрет на лицевой стороне и мотивы оформления обратной стороны были связаны между собой исторически и тематически.
Шестая серия банкнот швейцарских франков 1976—1979 годов выпуска. В конце шестидесятых годов прошлого века Национальный банк Швейцарии впервые взял на себя создание и выпуск банкнот. Дизайн этой серии был разработан Эрнстом и Урсулой Хиестанд и в корне отличался от предыдущих: на аверсах купюр были изображены портреты исторических личностей Швейцарии. Эти банкноты были напечатаны в Цюрихе в типографии Orell Füssli.
Седьмая серия швейцарских франков была выпущена в обращение в 1983—1985 годах. Её дизайн был разработан Роджером и Элизабет Пфунд, однако впоследствии Национальный банк Швейцарии уже после утверждения и подписания контракта принял решение об использовании графических эскизов компании «Эрнст и Урсула Хиестанд». Роджер и Элизабет Пфунд оспорили решение в суде и выиграли процесс. Эта серия стала резервной, поскольку банкноты хотя и были напечатаны, но так и не выпущены в обращение. Отпечатаны в Цюрихе («Orell Füssli»).
Восьмая серия швейцарских франков 1994—1998 годов выпуска. При выборе исторических личностей, чьи портреты должны были быть размещены на банкнотах данной серии, Национальный банк Швейцарии ориентировался на видных представителей междисциплинарных форм искусства — архитектуры, музыки и литературы, принимая при этом во внимание языковое и культурное разнообразие в Швейцарии. Их дизайн разработал художник-график Йорг Зинтцмейер. Они также были напечатаны в Цюрихе в типографии «Orell Füssli».
12 апреля 2016 года в обращение поступила банкнота в 50 франков девятой серии. Остальные купюры этой серии вышли в обращение в период с 2017 по 2019 год. Банкноты девятой серии печатаются в типографии «Orell Füssli» в Цюрихе.
С 1 мая 2021 года единственным законным платёжным средством на территории Швейцарии остаётся 9-я серия швейцарского франка. 8-я серия могла быть использована, как законное платежное средство до 30 апреля 2021 года, исключением стали почтовые отделения Швейцарии и отделения швейцарских федеральных железных дорог, где рассчитаться 8-й серией можно было до 30 октября 2021 года.

### Банкноты 8-й серии
| Серия 1994—1996 года                            | Серия 1994—1996 года | Серия 1994—1996 года | Серия 1994—1996 года | Серия 1994—1996 года | Серия 1994—1996 года | Серия 1994—1996 года                                           | Серия 1994—1996 года                              | Серия 1994—1996 года |
| Изображение                                     | Изображение          | Номинал (франков)    | Размеры (мм)         | Основные цвета       | Описание             | Описание                                                       | Годы                                              | Годы                 |
| Лицевая сторона                                 | Оборотная сторона    | Номинал (франков)    | Размеры (мм)         | Основные цвета       | Лицевая сторона      | Оборотная сторона                                              | Печати                                            | Вывода из обращения  |
| ----------------------------------------------- | -------------------- | -------------------- | -------------------- | -------------------- | -------------------- | -------------------------------------------------------------- | ------------------------------------------------- | -------------------- |
|                                                 |                      | 10                   | 126×74               | жёлтый               | Ле Корбюзье          | План земельного участка правительственного квартала Чандигарха | 1995 1996 2000 2006 2008 2010 2013                | 30 апреля 2021       |
|                                                 |                      | 20                   | 137×74               | красный              | Артюр Онеггер        | Пасифик 231                                                    | 1994 1995 2000 2003 2004 2005 2008 2012 2014      | 30 апреля 2021       |
|                                                 |                      | 50                   | 148×74               | зелёный              | Софи Тойбер-Арп      | Тет Дада, 1919 год                                             | 1994 2002 2004 2006 2010 2012                     | 30 апреля 2021       |
|                                                 |                      | 100                  | 159×74               | голубой              | Альберто Джакометти  | Шагающий человек I                                             | 1996 1997 1998 1999 2000 2003 2004 2007 2010 2014 | 30 апреля 2021       |
|                                                 |                      | 200                  | 170×74               | коричневый           | Шарль Фердинанд Рамю | Озеро Лак-де-Дерборанс, Лаво                                   | 1996 2002 2006 2010 2013                          | 30 апреля 2021       |
|                                                 |                      | 1000                 | 181×74               | фиолетовый           | Якоб Буркхардт       | Палаццо Строцци во Флоренции                                   | 1996 1999 2006 2012                               | 30 апреля 2021       |
| Масштаб изображений — 1,0 пикселя на миллиметр. |                      |                      |                      |                      |                      |                                                                |                                                   |                      |

### Банкноты 9-й серии
| Серия 2015—2020 года                            | Серия 2015—2020 года | Серия 2015—2020 года | Серия 2015—2020 года | Серия 2015—2020 года | Серия 2015—2020 года                                                          | Серия 2015—2020 года                      | Серия 2015—2020 года    | Серия 2015—2020 года |
| Изображение                                     | Изображение          | Номинал (франков)    | Размеры (мм)         | Основные цвета       | Описание                                                                      | Описание                                  | Описание                | Годы выпуска         |
| Лицевая сторона                                 | Оборотная сторона    | Номинал (франков)    | Размеры (мм)         | Основные цвета       | Лицевая сторона                                                               | Оборотная сторона                         | Водяной знак            | Годы выпуска         |
| ----------------------------------------------- | -------------------- | -------------------- | -------------------- | -------------------- | ----------------------------------------------------------------------------- | ----------------------------------------- | ----------------------- | -------------------- |
|                                                 |                      | 10                   | 70×123               | жёлтый               | руки дирижёра, часовые пояса Земли, часы                                      | железнодорожный туннель, часовой механизм | Флаг Швейцарии и глобус | 18.10.2017           |
|                                                 |                      | 20                   | 70×130               | красный              | рука с призмой, созвездия, геометрический орнамент                            | сцена кинофестиваля, бабочки              | Флаг Швейцарии и глобус | 17.05.2017           |
|                                                 |                      | 50                   | 70×137               | зелёный              | рука с одуванчиком, направления движения воздушных масс                       | горы, карта горного района, парапланерист | Флаг Швейцарии и глобус | 12.04.2016           |
|                                                 |                      | 100                  | 70×144               | голубой              | руки с водой, глобус с циклонами и антициклонами (L — циклон, Н — антициклон) | горные реки в Вале                        | Флаг Швейцарии и глобус | 12.09.2019           |
|                                                 |                      | 200                  | 70×151               | коричневый           | использование правой руки для задания трёхмерного базиса, глобус              | карта столкновения в ускорителе частиц    | Флаг Швейцарии и глобус | 22.08.2018           |
|                                                 |                      | 1000                 | 70×158               | фиолетовый           | рукопожатие, глобус                                                           | парламент                                 | Флаг Швейцарии и глобус | 13.09.2019           |
| Масштаб изображений — 1,0 пикселя на миллиметр. |                      |                      |                      |                      |                                                                               |                                           |                         |                      |

### Защита от подделки купюр
Актуальные банкноты девятой серии являются одними из самых защищённых от подделок в мире. Они обладают 18 защитными элементами, которые делают их подделку практически невозможной. Бумагу для печати банкнот производит АО Ландкарт, которое находится в регионе Ландкварт. Особенностью этой бумаги является её получение из побочных продуктов переработки хлопка.

### Образец
В случае изготовления швейцарских банкнот для использования в качестве тестовых образцов, игровых денег или в рекламных целях надпись «SPECIMEN» (по-английски «образец» / «проба») на таких банкнотах является обязательной. Длина слова «SPECIMEN» должна быть не менее 75 % длины банкноты, а ширина 15 % соответственно.

## Режим валютного курса
В Швейцарии используется режим свободно плавающего валютного курса. С середины 2003 года курс швейцарского франка по отношению к евро стабилизировался на уровне 1,55 CHF за евро, так что швейцарский франк, как и евро, вырос, а затем упал по отношению к доллару США.
6 сентября 2011 года, после резкого укрепления франка на валютном рынке и достижения рекордно высоких значений её курса ко всем валютам мира, в первую очередь к евро, из-за массового бегства в Швейцарию европейского капитала от угрозы кризиса еврозоны, Национальный банк Швейцарии с одобрения федерального правительства установил максимальный курс франка к евро на уровне 1,20, и в случае необходимости имеет полномочия продолжить ослабление курса нацвалюты.
15 января 2015 года центробанк неожиданно для валютного рынка сообщил об отмене валютного порога к евро, что в кратчайшее время привело к небывалому росту курса франка (до 20—30 %) ко всем валютам мира, к некоторым из которых обновив исторические максимумы, в частности к доллару США, евро, японской иене, британскому фунту стерлингов, а также вызвав разбалансировку всего валютного рынка, когда курсы, в первую очередь ведущих валют, были сбиты как к франку, так и друг к другу. После этого скачка курса франка на рынке в течение двух дней продолжалась его корректировка. Неожиданная новость также отразилась на фондовом рынке и стоимости акций ориентированных на экспорт швейцарских компаний. Например, стоимость акций Nestlé понизилась на 6,20 %, Roche на 8,62 %, Novartis на 8,68 %, а ведущего национального фондового индекса SMI — на 8,67 %, и продолжила падение на следующий день. Поскольку до данного события не было предпосылок для отмены порога курса франка к евро, инвестфонды, банки, брокеры и просто трейдеры, имеющие на данный момент открытые позиции против франка, из-за небывалой волатильности валютного рынка потерпели убытки, а ряд финансовых учреждений (британский форекс-брокер Alpari Group, американский FXCM и новозеландский Excel Markets) и вовсе объявили о своей неплатёжеспособности. Изменения котировок франка были настолько быстрыми и неожиданными, что дилеры просто не успевали их устанавливать, из-за чего брокерские компании были вынуждены приостановить валютные торги, а держатели открытых позиций по франку постарались их закрыть, что привело к перебоям в работе финансовых институтов, как, например, немецкого Deutsche Bank. Это событие получило название «Швейцарского шока», а доверие рынка к Швейцарскому национальному банку было ослаблено, поскольку всего за неделю до этого один из его представителей публично заверил, что политика банка по поводу порога курса франка к евро меняться не будет.

## Швейцарский франк как мировая валюта
Швейцарский франк используется в качестве резервной валюты из-за своей стабильности, хотя доля всех валютных резервов в швейцарских франках, как правило, ниже 0,3 %.
| Валюты | 1995 | 1996 | 1997 | 1998 | 1999 | 2000 | 2001 | 2002 | 2003 | 2004 | 2005 | 2006 | 2007 | 2008 | 2009 | 2010 | 2011 | 2012 | 2013 | 2014 | 2015 | 2016 |
| --- | ---- | ---- | ---- | ---- | ---- | ---- | ---- | ---- | ---- | ---- | ---- | ---- | ---- | ---- | ---- | ---- | ---- | ---- | ---- | ---- | ---- | ---- |
| USD | 59,0 | 62,1 | 65,2 | 69,3 | 70,9 | 70,5 | 70,7 | 66,5 | 65,8 | 65,9 | 66,4 | 65,7 | 64,1 | 64,1 | 62,1 | 61,8 | 62,3 | 61,1 | 61,0 | 63,1 | 64,2 | 64,0 |
| EUR | —    | —    | —    | —    | 17,9 | 18,8 | 19,8 | 24,2 | 25,3 | 24,9 | 24,3 | 25,2 | 26,3 | 26,4 | 27,6 | 26,0 | 24,7 | 24,3 | 24,4 | 22,1 | 19,7 | 19,7 |
| DEM | 15,8 | 14,7 | 14,5 | 13,8 | —    | —    | —    | —    | —    | —    | —    | —    | —    | —    | —    | —    | —    | —    | —    | —    | —    | —    |
| GBP | 2,1  | 2,7  | 2,6  | 2,7  | 2,9  | 2,8  | 2,7  | 2,9  | 2,6  | 3,3  | 3,6  | 4,2  | 4,7  | 4,0  | 4,3  | 3,9  | 3,8  | 4,0  | 4,0  | 3,8  | 4,9  | 4,4  |
| JPY | 6,8  | 6,7  | 5,8  | 6,2  | 6,4  | 6,3  | 5,2  | 4,5  | 4,1  | 3,9  | 3,7  | 3,2  | 2,9  | 3,1  | 2,9  | 3,7  | 3,6  | 4,1  | 3,8  | 3,9  | 4,0  | 4,2  |
| FRF | 2,4  | 1,8  | 1,4  | 1,6  | —    | —    | —    | —    | —    | —    | —    | —    | —    | —    | —    | —    | —    | —    | —    | —    | —    | —    |
| CHF | 0,3  | 0,2  | 0,4  | 0,3  | 0,2  | 0,3  | 0,3  | 0,4  | 0,2  | 0,2  | 0,1  | 0,2  | 0,2  | 0,1  | 0,1  | 0,1  | 0,1  | 0,3  | 0,3  | 0,3  | 0,3  | 0,2  |
| CNY | —    | —    | —    | —    | —    | —    | —    | —    | —    | —    | —    | —    | —    | —    | —    | —    | —    | —    | —    | —    | —    | 1,1  |
| Прочие | 13,6 | 11,7 | 10,2 | 6,1  | 1,6  | 1,4  | 1,2  | 1,4  | 1,9  | 1,8  | 1,9  | 1,5  | 1,8  | 2,2  | 3,1  | 4,4  | 5,1  | 6,3  | 6,5  | 6,9  | 6,9  | 6,4  |
| Источники: - 2015—2016 — МВФ: IMF Releases Data on the Currency Composition of Foreign Exchange Reserves Including Holdings in Renminbi; - 1995—2009 — МВФ: Currency Composition of Official Foreign Exchange Reserves; - 1999—2005 — ЕЦБ: The Accumulation of Foreign Reserves |      |      |      |      |      |      |      |      |      |      |      |      |      |      |      |      |      |      |      |      |      |      |

Швейцарский франк является международным средством платежа при оплате пошлин и сборов за международную регистрацию товарных знаков в соответствии с правилом 35 «Общей Инструкции к Мадридскому соглашению о международной регистрации знаков и Протоколу к этому соглашению».